# Furuset Ishockey
Furuset Ishockey ist ein 1934 gegründeter norwegischer Eishockeyklub aus dem Osloer Stadtviertel Furuset, der zum Multisportklub Furuset Idrettsforening, der neben Eishockey die Sportarten Fußball, Handball und Tennis betreibt, gehört. Die Mannschaft spielt in der 1. divisjon und trägt ihre Heimspiele im Furuset Forum aus.  

## Geschichte
Der Eishockeyabteilung des Furuset IF wurde 1934 gegründet. Lange Zeit war Furuset Ishockey ein fester Bestandteil der höchsten norwegischen Spielklasse und gewann insgesamt sieben Mal den norwegischen Meistertitel (1949, 1951, 1952, 1954, 1980, 1983 und 1990). Einzig Vålerenga Ishockey und Gamlebyen haben in Norwegen mehr Meisterschaften gewonnen. In der Saison 2008/09 stieg die Mannschaft in die zweitklassige 1. divisjon ab, in der sie seither spielt. 

## Bekannte ehemalige Spieler
- Morten Ask
- Ole Eskild Dahlstrøm
- Tommy Jakobsen
- Anders Myrvold
- Bjørn Skaare